# 郭正光
郭正光（1949年—），臺灣新竹人，資深科學家，任職於美國NASA食物研究室，1980年8月即進入休士頓詹森太空中心服務至今。郭正光在美國半工半讀時才認識二二八的歷史，進而加入美國的台獨組織，加入台灣民主化運動的行列，也因此成為國民黨專制時期的黑名單，流落海外。郭正光現為台灣人公共事務會（FAPA）會長。

## 家庭背景
郭正光出身於書香世家，父母在日治時期為老師，三個哥哥及一個姐姐、一個妹妹。父親郭春林是客家界的大老，致力推動客家山歌，跟鄉土文化聯繫非常深。國民政府來台後，父親郭春林曾擔任新竹縣政府教育局督學，中年棄教從商；母親則在農會工作。父親一心希望郭正光能赴日學醫，後因為人作保家庭經濟一落千丈，郭正光的醫生夢就此破碎。